# ニキタ・コロフ
ニキタ・コロフ（"The Russian Nightmare" Nikita Koloff、本名：Nelson Scott Simpson、1959年3月9日 - ）は、アメリカ合衆国の元プロレスラー。ミネソタ州ミネアポリス出身（ギミック上の出身地はロシア共和国・モスクワ）。
1980年代後半を全盛期に、ロシア人ギミックの大型ラフ&パワーファイターとしてNWAミッドアトランティック地区（ジム・クロケット・プロモーションズ）を主戦場に活動。当初はヒール、後にベビーフェイスとなって活躍した。

## 来歴
学生時代はアメリカンフットボールで活躍しUSFLのトライアウトを受けるが、同郷の友人ロード・ウォリアー・アニマルに誘われてプロレス入り。NWAジョージア地区を経て、1984年にイワン・コロフの「甥」のニキタ・コロフ（Nikita Koloff）としてNWAミッドアトランティック地区のジム・クロケット・プロモーションズに登場。イワンのタッグパートナーとなり、筋骨隆々の肉体を誇る大型ヒールとして台頭する。

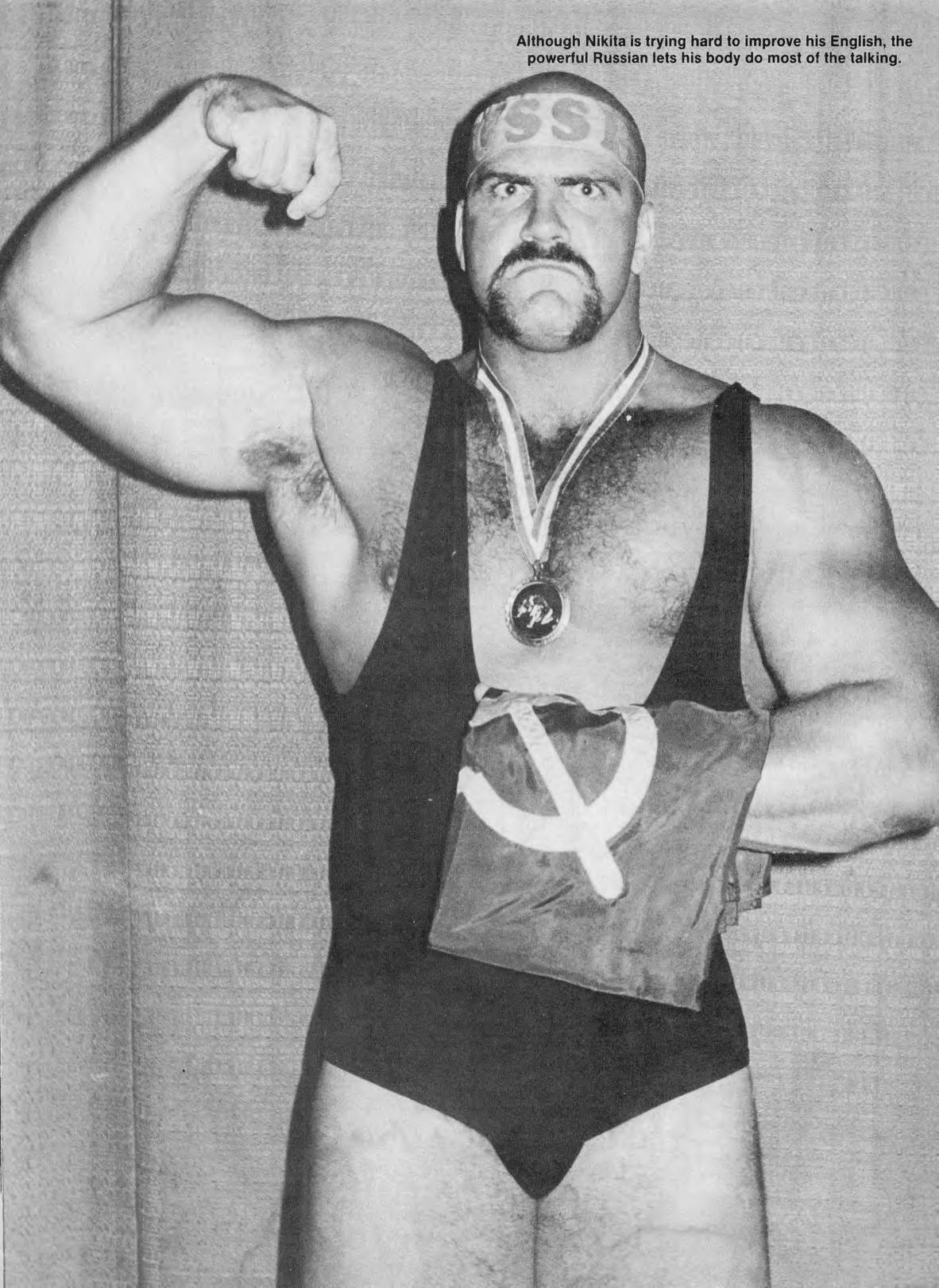
1985年

1985年からはクラッシャー・クルスチェフをメンバーに加えたロシア人ユニット、ザ・ラシアンズ（The Russians）の中核となって活躍。ロード・ウォリアーズやロックンロール・エクスプレスとNWA世界タッグ王座を争い、シングルでは同年7月6日のグレート・アメリカン・バッシュ（第1回大会）において、リック・フレアーのNWA世界ヘビー級王座に挑戦した。
1986年1月にはクルスチェフと共に全日本プロレスに初来日（10月にも再来日）。ジャンボ鶴田&天龍源一郎の鶴龍コンビや、ジャパンプロレスの長州力&アニマル浜口とも対戦した。同年はシングル・プレイヤーとしての活動に比重を置き、マグナムTAとの抗争ではNWA USヘビー級王座を巡る7番勝負を展開。9月28日には、ジョージア地区のタイトルだったNWAナショナル・ヘビー級王座をワフー・マクダニエルから奪取している。
ファン投票で1986年度の "Most Hated Wrestler" に選ばれたほどの大ヒールだったが、やがて悪党人気がファンの支持に変わり、交通事故で引退したマグナムTAに代わるダスティ・ローデスの新パートナーに起用され、1986年10月24日よりベビーフェイスに転向。1987年4月11日にはローデスと組んでタッグチーム・トーナメント "Crockett Cup" に出場、決勝でフォー・ホースメンのタリー・ブランチャード&レックス・ルガーを破り、優勝を飾った。
ローデスとのコンビはスーパーパワーズ（The Superpowers）と呼ばれ、旧敵ウォリアーズとも共闘してフレアー率いるフォー・ホースメンと軍団抗争を展開、フレアーのNWA世界ヘビー級王座にも再三挑戦した。1987年8月17日にはブランチャードからNWA世界TV王座を奪取、11月26日のスターケードでは提携団体UWF（ビル・ワット主宰。当時すでにクロケット・プロに吸収合併されていた）のTV王者テリー・テイラーを下し、両団体のTVタイトルを統一した。その間の10月には全日本プロレスへの3度目の来日が実現、ジョン・テンタやザ・グレート・カブキと対戦し、テリー・ゴディともタッグを組んだ。
1988年はマイク・ロトンドやバリー・ウインダムと抗争し、フェイスターンを果たしたイワンとのコンビを再結成するなどしたが、妻がホジキンリンパ腫を患ったために同年11月に戦線を離脱。同時期、ジム・クロケット・プロモーションズはテッド・ターナーに買収されWCWが発足したが、妻の死後はWCWに参加せず、1989年から1990年までは地元ミネアポリスのAWAに出場、ラリー・ズビスコが保持していたAWA世界ヘビー級王座にも挑戦した。
1991年2月、ヒールとしてWCWに復帰し、スティングとの連戦を開始。7月14日のグレート・アメリカン・バッシュでは十八番のロシアン・チェーン・マッチでスティングから勝利を収めている。1992年からはベビーフェイスに戻り、リッキー・スティムボートとのタッグチームなどで活動。リック・ルードやベイダーとも抗争した。
ベイダーとの抗争で首を負傷したこともあり、1993年より新生キリスト教徒となって現役を引退、以降は宣教師としての活動を続けている。選手時代はハルク・ホーガンのライバル候補としてWWFとの契約が何度となく噂されたものの、WWF参戦は一度も実現しなかった。
引退後は長らくプロレス業界から離れていたが、2003年1月15日に覆面レスラーのミスター・レスリング4号（Mr. Wrestling IV）を名乗ってTNAに登場。かつての盟友ダスティ・ローデスを急襲し、覆面を脱いでその正体を明かした。その後はフェイスターンしてローデスを援護、スーパーパワーズ再結成をほのめかすも、選手としてリングに復帰することはなかった。
2008年には、かつての主戦場ジム・クロケット・プロモーションズの団体と同名称のインディー団体MACW（ミッドアトランティック・チャンピオンシップ・レスリング）に出場。3月15日の興行ではバフ・バグウェルの試合に介入、5月16日にはボビー・イートンと対戦するリック・スタイナーのセコンドを務めた。同年は、NWA殿堂にも迎えられている。

## 得意技
- ロシアン・シックル（Russian Sickle）
- ロシアン・レッグ・スウィープ（Russian Leg Sweep）
- バックブリーカー
- ベアハッグ
- エルボー・ドロップ

## 獲得タイトル
ミッドアトランティック・チャンピオンシップ・レスリング
- NWA USヘビー級王座：1回[10]
- NWAナショナル・ヘビー級王座：1回[11]
- NWA世界TV王座：1回[15]
- NWA世界タッグ王座：2回（w / イワン・コロフ&クラッシャー・クルスチェフ）[5] ※3者でタイトルを共有
- NWA世界6人タッグ王座：2回（w / イワン・コロフ&ドン・カヌードル、イワン・コロフ&クラッシャー・クルスチェフ）[25] ※クルスチェフの負傷欠場後はバロン・フォン・ラシクを新パートナーに起用

ユニバーサル・レスリング・フェデレーション
- UWF世界TV王座：1回[16]

ナショナル・レスリング・アライアンス
- NWA殿堂：2008年度[24]